# Autonomisation des femmes
 (novembre 2024).
Motif : Voir les différents sous-bandeaux (sourçage, parties non pertinentes)

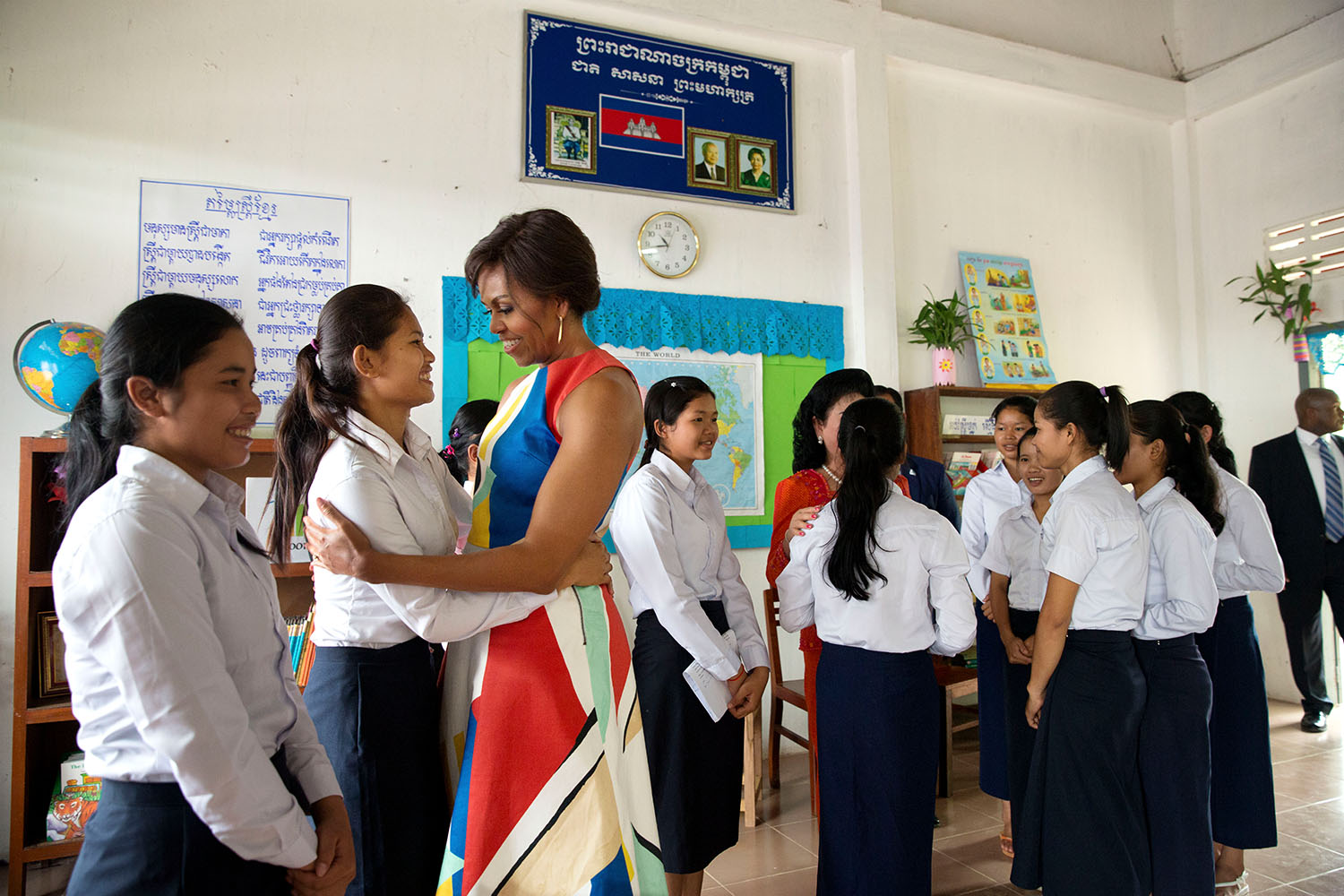
L'ancienne Première Dame Michelle Obama accueille des étudiantes lors d'un événement Room to Read avec la Première Dame Bun Rany du Cambodge pour appuyer l'initiative Let Girls Learn, à l'école secondaire Hun Sunni Prasat Bakong à Siem Reap, Cambodge, le 21 mars 2015.

L'autonomisation des femmes  (« Women's empowerment » en anglais) est un processus visant à aboutir à l'émancipation des femmes de l'influence qu'exercent les hommes sur elles.

## Définitions et méthodes
« L’empowerment est un processus de prise de conscience et de développement de compétences par lequel des femmes acquièrent une capacité d’agir de façon autonome, à la fois individuellement et collectivement, et peuvent donc s’émanciper du pouvoir et de l’influence qu’exercent les hommes sur elles »

— (Fortin-Pellerin 2006)
Il existe plusieurs principes définissant l'autonomisation des femmes, par exemple, pour qu'une personne soit autonomisée, elle doit avoir été dans une position non-dominante. Les femmes doivent acquérir elles-mêmes l'autonomisation plutôt que de l'obtenir par une tierce partie. Des études ont montré que les définitions de l'autonomisation impliquent que les personnes ont la capacité de prendre des décisions importantes dans leur vie tout en étant capables d'agir en conséquence. L'autonomisation et l'impuissance sont relatives l'une à l'autre à un moment antérieur. En tant que telle, l'autonomisation est un processus plus qu'un produit.
Elle peut être atteinte de plusieurs manières à savoir par l'éducation, la sensibilisation, l'alphabétisation et la formation,,. L'autonomisation des femmes permet aux femmes de prendre des décisions déterminantes concernant différents problèmes de la société. Elles peuvent avoir la possibilité de redéfinir les rôles des genres ou d'autres rôles similaires, ce qui peut leur donner plus de liberté pour poursuivre les objectifs souhaités.

## Les mouvements d'émancipation de la femme
L'autonomisation des femmes a connu quatre vagues au cours du XXe siècle.

### Première vague: les suffragettes
Les femmes exigent les mêmes droits civiques que les hommes, fondé sur le principe de suffrage universel. En Angleterre, elles obtiennent le droit de vote en 1918. C’est à ce moment que les problématiques féministes entrent dans le débat public.
Madeleine Pelletier est l’une des figures principales du mouvement en France,,. Elle défend qu’il ne faut plus que les femmes soient considérées dans la société uniquement comme des mères et se bat également pour le droit à l’avortement et un accès à la contraception,,.

### Deuxième vague: années 1970 «Le privé est politique»
Cette vague est marquée entre autres par les actions du MLF (Mouvement de Libération des Femmes),,, les publications de Simone de Beauvoirou encore le Manifeste des 343. Le vote de la loi permettant l'accès à l'avortement a été une révolution dans l'empowerment des femmes et dans la réappropriation du corps et de leur choix.
De nouveaux enjeux apparaissent comme la lutte des classes, la lutte contre l’oppression des dominés et la lutte contre le patriarcat.

### Troisième vague: années 1980 «Le genre questionné»
Cette vague se distingue par la prise de conscience que le genre est souvent déterminant dans les rapports de pouvoir, à la fois dans les sphères du privé et du public. On observe une volonté de déconstruire la notion de « genre ». Les discussions abordent les limites de l’hétérosexualité, la façon d’être une femme et les luttes de la communauté LGBT se développent,.

### Quatrième vague: années 2010 «Le féminisme résonne sur les réseaux sociaux»
L’utilisation massive des réseaux sociaux ouvre la voie à la libération de la parole des femmes, notamment celles victimes de violences sexuelles (#BalanceTonPorc, #MeToo),,.
Après la sortie du livre de  Camille Kouchner "La familia grande " paru aux éditions Seuil en 2021 qui dénonce l'inceste à travers l’histoire de son frère, un nouveau hashtag est apparu #MeTooinceste,.

## Historique

### Aux États-Unis

#### Mary Abigail Dodge

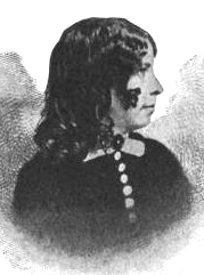
Mary Abigail Dodge.

L'une des premières figures américaines qui a clairement formulé la thématique de l'autonomisation des femmes est Mary Abigail Dodge  connue également sous le pseudonyme de Gail Hamilton (1833-1896).
En 1860, Mary Abigail Dodge publie son premier recueil d'essais Country Living and Country Thinking, Après plusieurs essais, en 1868, parait Woman's Wrongs: A Counter-irritant qui est un brûlot remettant en cause les rôles sociaux des femmes, assignées par « décret divin » à la sphère de la vie domestique, jugées faibles, frivoles et irresponsables, elle réclame le droit pour toutes les femmes de pouvoir bénéficier de la même éducation que les hommes et de pourvoir accéder à tous les emplois. Elle se montre vigilante quant au droit de vote des femmes, certes pour elle, ce moment viendra, mais s'il est nécessaire, il n'est pas suffisant s'il n'y a pas la suppression des discriminations exercées envers les femmes. À un suffrage sans retombées pratiques, elle préfère que l'on mette fin à la main mise des hommes sur les femmes et qu'elle puisse au moins intervenir, ne serait-ce de façon indirecte, sur la vie politique. Elle se défie d'un droit de vote qui pourrait se transformer en véritable tyrannie des hommes en mettant sur le dos des femmes le fardeau de la responsabilité de la vie familiale en toute courtoisie hypocrite,.

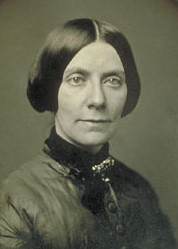
EDEN Southworth.

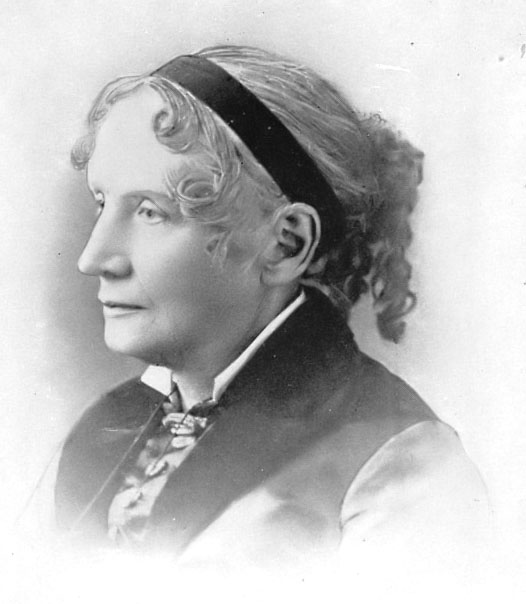
Harriet Beecher-Stowe.

La ligne directrice de ses écrits est celle déjà affirmée lors de son adolescence, chaque personne, devant Dieu, a la responsabilité de développer pleinement ses capacités. Développement qui doit passer outre aux conventions sociales, plus particulièrement des rôles sociaux discriminatoires envers les femmes. Pour elle, les hommes comme les femmes doivent avoir les mêmes droits. Position féministe qui la distingue d'E. D. E. N. Southworth pour qui la femme peut s'épanouir en développant ses capacités domestiques, et conquérir ainsi la confiance en soi, et son autonomie en prenant le pouvoir dans la sphère domestique, comme elle se distingue d'Harriet Beecher Stowe, pour laquelle les hommes doivent assimiler et développer les valeurs dites féminines mais elle n'a jamais défendu le fait que les femmes puissent également assimiler et développer des valeurs dites masculines.
Sa revendication de l'autonomisation des femmes fait que Mary Abigail Dodge refusera de se marier, elle explique sa position dans une lettre adressée à son frère en 1860, « si j'étais mariée, je serai dépendante des caprices d'une personne. Une femme célibataire possède un avantage sur les femmes mariées ».
Mary Abigail Dodge, sans cacher son sexe, refuse d'être cataloguée comme une femme écrivaine, mais simplement comme un écrivain en dehors du fait que cet écrivain soit un homme ou une femme, mais simplement un humain.

#### Elizabeth Stuart Phelps

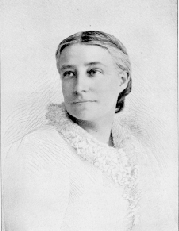
Elizabeth Stuart Phelps

Elizabeth Stuart Phelps (1844-1911) fut une auteure populaire de son époque, après un temps d'oubli, elle est redécouverte pour ses écrits féministes prônant l'émancipation des femmes vis-à-vis du patriarcat, et leur propre autodétermination notamment par ses critiques de l'orthodoxie calviniste. Thématique exposée dès son premier roman The Gates Ajar, aussi bien reconnue par le public que par John Greenleaf Whittier ou Thomas Wentworth Higginson qui l'ont mise sur le même pied que Louise May Alcott ou Harriet Beecher Stowe. Elle tire son inspiration de la poète britannique Elizabeth Barrett Brownings, dont le poème Aurora Leigh l'a profondément marquée comme appel à l'extase poétique sans s'égarer dans l'imaginaire. Emily Dickinson est son autre source d'inspiration, notamment pour ses poèmes sur le mariage spirituel et sa révolte contre Dieu-le-Père tout puissant de l'orthodoxie protestante,,. Entre 1863 et 1868, elle publie quelques nouvelles comme A sacrifice Consume, The Bend, My Refugees, A New Year pour le Harper's Magazine, ou The Tenth of January, Kentucky's Ghost pour l'Atlantic Monthly, nouvelles qui narrent les blessures et traumatismes de la guerre de Sécession au sein des familles, plus spécialement les femmes auxquelles on n'a rien demandé, ces « humbles martyres », qui n'ont pas sacrifié leur vie, mais leur bonheur. Pendant cette période, mûrit son premier roman The Gates Ajar, dont elle commence à écrire les premières lignes en 1864 et qu'elle finalisera en 1868 et qui sera publié en 1869. Le succès est immédiat ! le livre connait 20 éditions dès sa première année, atteignant les 100 000 exemplaires vendus sur le territoire des États-Unis ; c'est un best-seller aussi bien aux États-Unis qu'au Royaume-Uni, il est réédité dans une imprimerie écossaise et est traduit dans quatre langues, l'allemand, le français, le néerlandais et l'italien,,,.

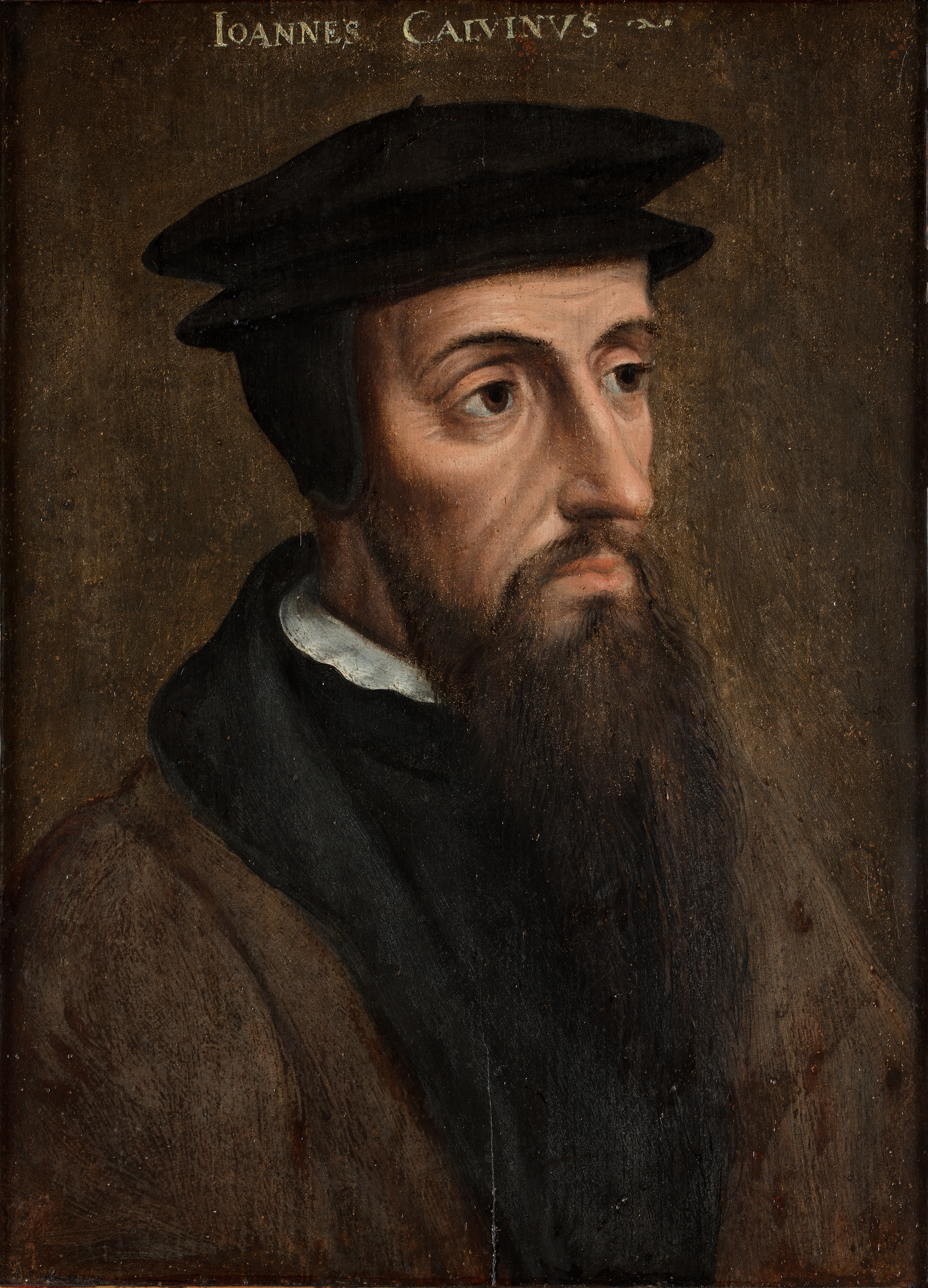
Jean Calvin.

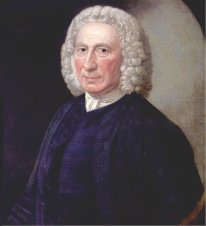
Emmanuel Swedenborg.

Le livre suscite des discussions, des critiques, des controverses plus ou moins passionnées, notamment de type théologique, tellement Elizabeth Stuart Phelps se montre loin de l'orthodoxie calviniste. L'un des facteurs de succès est probablement, dans cette période d'après-guerre, le thème de son récit, celui d'une femme qui raconte la douleur de la perte de l'aimé, de son deuil et les méditations autour de la mort, de la vie à venir. Deuil qui raisonne dans toutes les familles américaines qui ont perdu l'un des leurs lors de la guerre de Sécession. Deuil qui pose le problème d'une vie après la vie où on pourrait rencontrer celui qui a été arraché trop tôt par le sort des armes. Certains reprochent au livre des éléments proches de la mystique d'Emanuel Swedenborg. Malgré les critiques le ventes ne cessent et Elizabeth Stuart Phelps reçoit des lettres de lecteurs qui la remercient pour le réconfort apporté. Son livre est également une critique du calvinisme austère et rigoriste, à la lecture littéraliste de la Bible, le Dieu d'Elizabeth Stuart Phelps est un Dieu de compassion qui ouvre les bras à tous les hommes quels que soient leurs péchés du moment qu'ils se repentent sincèrement. Son héroïne, Marie Cabot, reprend les thèmes d'Emily Dickinson de rébellion envers un plan immuable décrété une fois pour toutes par un Dieu impassible et implacable,,,.
Après The Gates Ajar, Elizabeth Stuart Phelps écrit deux nouvelles critiquant le calvinisme Long, long Ago inséré dans son recueil de nouvelles Sealed Orders publié en 1879 et The Reverend Malachi Matthew inséré dans son recueil de nouvelles Fourteen To One publié en 1891. Elle y reprend et développe sa critique du patriarcat prôné par les calvinistes orthodoxes n'offrant nulle consolation pour les femmes ayant perdu leur fils, leur époux, leur père, leur frère durant cette guerre civile que fut la guerre de Sécession, patriarcat froid auquel elle oppose la compassion des femmes. Sa critique du calvinisme trouve un écho chez de nombreuses femmes, chez lesquelles existait un anti-calvinisme latent, femmes qui constataient la froideur des sermons des pasteurs calvinistes incapables de donner des paroles de consolation, sermons jugés comme écrits par des hommes pour des hommes, ne prenant pas en compte les femmes,.
Au monde froid et austère du calvinisme, empreint des peines de l'Enfer, Elizabeth Stuart Phelps oppose un paradis de femmes, selon les lois féminines où se retrouveraient notamment les femmes martyrs des violences et des péchés des hommes. Elle développe une théologie où, pour elle, la religion n'est pas seulement une consolation pour les femmes mais une émancipation des femmes, celles-ci devenant un nouveau peuple élu par Dieu pour apporter un message de délivrance de tout assujettissement. Peuple élu d'apporter ce dont les hommes sont incapables annoncer avec plénitude la parole de Dieu annonçant son amour pour les humiliés, les laissés-pour-compte. Cette vision exposée dans The Gates Ajar, scandalise les théologiens d'obédience calviniste.